# 헹크 앙에넌트

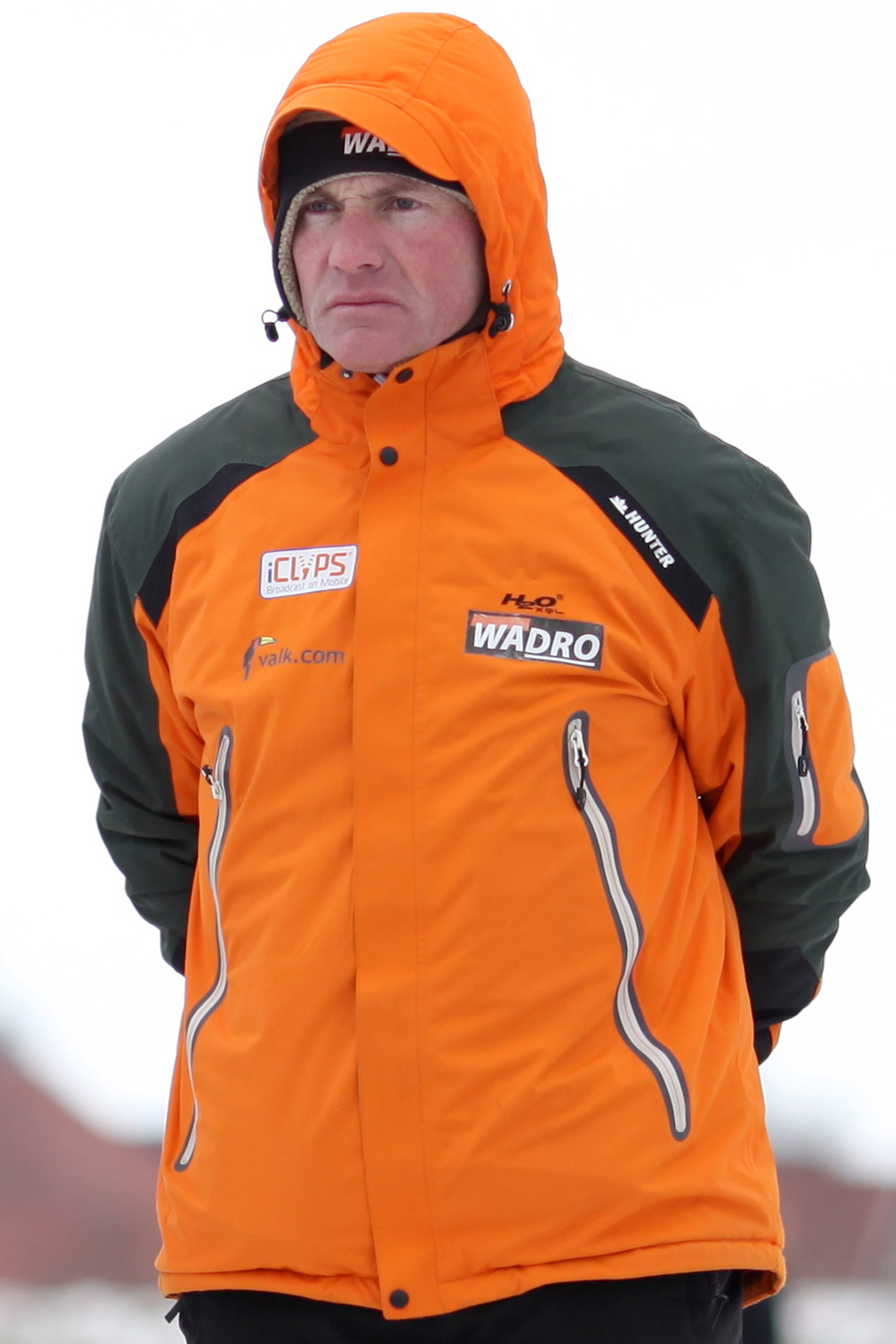

헹크 앙에넌트(Henk Angenent, 1967년 11월 1일~)는 네덜란드의 스피드 스케이팅 선수이자, 농부이다. 1997년 엘프스테덴토흐트 대회에서 199.5km의 대회 코스를 6시간 49분에 완주하여 우승했으며 이는 현재까지 열린 마지막 엘프스테덴토흐트 대회이다. 2003년 세계 종목별 스피드 스케이팅 선수권 대회에서 4위를, 2004년 열린 캐나다 캘거리의 올림픽 오벌에서 열린 스케이트 마라톤 대회에서는 우승을 거두었다.